# Hillcrest Heights
|  | Per a altres significats, vegeu «Hillcrest Heights (Florida)». |

Hillcrest Heights és una concentració de població designada pel cens al Comtat de Prince George's de l'estat de Maryland. Segons el cens del 2000 tenia 16.359 habitants.

## Demografia
Segons el cens del 2000 Hillcrest Heights tenia 16.359 habitants, 6.752 habitatges, i 4.206 famílies. La densitat de població era de 2.599,3 habitants/km².
Dels 6.752 habitatges en un 28,1% hi vivien nens de menys de 18 anys, en un 29,2% hi vivien parelles casades, en un 27% dones solteres, i en un 37,7% no eren unitats familiars. En el 32,5% dels habitatges hi vivien persones soles el 5,7% de les quals corresponia a persones de 65 anys o més que vivien soles. El nombre mitjà de persones vivint en cada habitatge era de 2,42 i el nombre mitjà de persones que vivien en cada família era de 3,06.
Per edats la població es repartia de la següent manera: un 25,4% tenia menys de 18 anys, un 8,7% entre 18 i 24, un 30,3% entre 25 i 44, un 26,1% de 45 a 60 i un 9,5% 65 anys o més.
L'edat mediana era de 36 anys. Per cada 100 dones de 18 o més anys hi havia 75,4 homes.
La renda mediana per habitatge era de 46.367 $ i la renda mediana per família de 52.573 $. Els homes tenien una renda mediana de 34.198 $ mentre que les dones 34.558 $. La renda per capita de la població era de 22.620 $. Entorn del 6,7% de les famílies i el 7,4% de la població estaven per davall del llindar de pobresa.

## Poblacions properes
El següent diagrama mostra les poblacions més properes.